# Léster Rodríguez
Léster Yomar Rodríguez Herrera est un homme politique vénézuélien, né à Barinas le 29 mars 1952. Depuis les élections régionales de 2008, il est maire de Mérida pour un mandat de quatre ans.